# Leonidas von Rhodos
Leonidas von Rhodos (Griechisch: Λεωνίδας ὁ Ρόδιος) gilt als der erfolgreichste Läufer bei den antiken Olympischen Spielen. Ihm gelangen 12 Olympiasiege. Er siegte in sämtlichen Stadion-, Doppel- und Waffenläufen der vier olympischen Turniere, die zwischen 164 und 152 v. Chr. in Olympia stattfanden. Leonidas wurde triastes (Dreifachsieger) genannt.
Bemerkenswert ist, dass er zwölf Jahre lang seine Hochform halten konnte und von keinem anderen griechischen Athleten in dieser Zeit besiegt wurde. 